# Harald V-land
Harald V-land (Noors: Harald V Land) is een landstreek op het eiland Nordaustlandet, dat deel uitmaakt van de Noorse eilandengroep Spitsbergen. Het schiereiland heeft een oppervlakte van 6500 km².
De landstreek bestrijkt het zuidoostelijk deel van het eiland en wordt grotendeels bedekt door de ijskap van de Austfonna (met Sørdomen). Aan de zuidzijde van het gebied ligt de gletsjer Bråsvellbreen.
Ten noorden van Harald V-land ligt Orvin Land, ten noordwesten het Prins Oscarsland, ten westen het Gustav-V-land (afgescheiden middels het dal Rijpdalen) en ten zuidwesten het Gustav Adolfland.
Het schiereiland is vernoemd naar koning Harald V van Noorwegen.